# Radu Fâlfănescu
Radu Fâlfănescu (n. 1888 – d. 1972) a fost un general român care a luptat în cel de-al Doilea Război Mondial. Radu Fâlfănescu a fost arestat și deținut în arest la domiciliu în perioada 1952 - 1955.

## Decorații
- Ordinul „Coroana României” în gradul de Comandor (8 iunie 1940)[2]

## Legături externe
- en  Generals.dk